# Белозерская гряда
Белозе́рская гряда — краевое образование последнего оледенения. Расположена на территории Белозерского и Кирилловского районов Вологодской области России, к западу и югу от Белого озера.
Преобладающие высоты — от 150 до 180 метров над уровнем моря, наибольшая — до 200 м. Включает множество озёр, таких как Андозеро, Новозеро, Ворбозомское, Лозское, Азатское, Ухтомьярское. На территории Белозерской гряды находятся государственные природные заказники «Шольский лес», «Городищенский», «Чержма», памятник природы «Васькин бор».